# Richard Cornelius Kukula

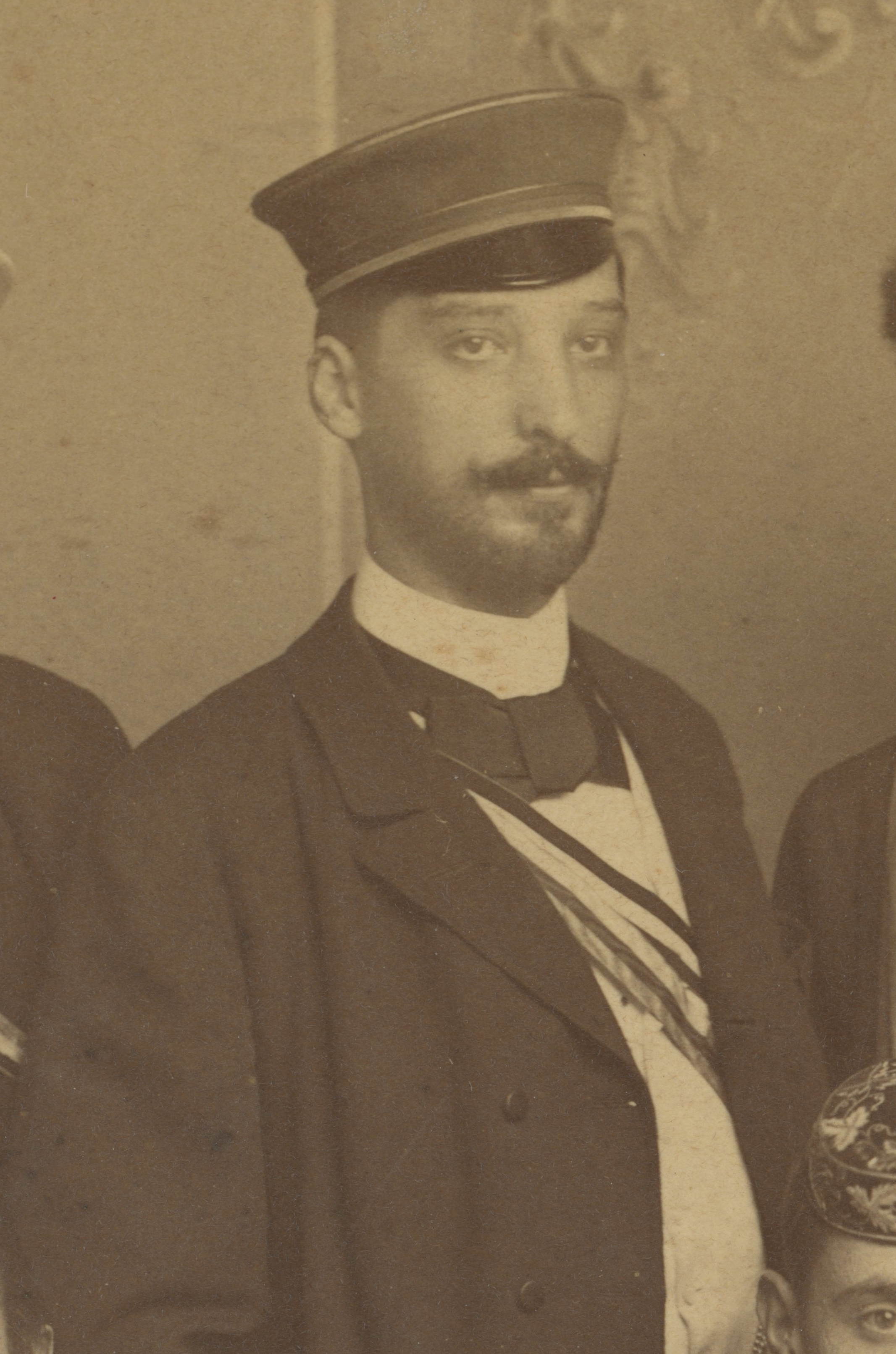
Richard Kukula

Richard Cornelius Kukula (* 25. März 1862 in Laibach; † 6. April 1919 in Graz) war ein österreichischer Philologe und Professor für klassische Philologie. 

## Leben
Kukula kam als Sohn des Lehrers Wilhelm Kukula (1833–1909) in Laibach (slowenisch: Ljubljana) zur Welt und besuchte dort die Schule. Nach der Matura studierte er an der Karls-Universität Prag und danach an der Universität Wien Klassische Philologie. Als Student war er im Corps Austria Prag (xx,xx) und im Corps Saxonia Wien (xxx) aktiv. 1885 legte der in Latein, Griechisch und Französisch die Lehramtsprüfung ab. Im selben Jahr wurde er zum Dr. phil. promoviert.  Seine erste berufliche Anstellung erhielt er als Supplent in Klagenfurt. Danach war er als  Gymnasialprofessor am Sophiengymnasium in Wien tätig. 1904 habilitierte er sich an der Universität Wien für klassische Philologie. Nach einem Jahr als Privatdozent ging er 1905 als außerordentlicher Professor an die Universität Graz, die ihn 1909 zum ordentlichen Professor ernannte. Neben seiner Lehrtätigkeit war Kukula Mitarbeiter der Kommission zur Herausgabe der Schriften der lateinischen Kirchenväter bei der Österreichischen Akademie der Wissenschaften. Eine von ihm begonnene Ausgabe der Werke des Augustinus konnte er wegen seines Todes nicht mehr vollenden.

## Werke
- Lehr- und Lesebuch der französischen Sprache für österreichische Gymnasien, 1899.
- Altersbeweis und Künstlerkatalog in Tatians Rede an die Griechen, 1900.
- Briefe des jüngeren Plinius (kommentierte Ausgabe), 1904, 2. Aufl. 1909.
- Literarische Zeugnisse über den Artemistempel von Ephesos, in: Forschungen in Ephesos 1, 1906.
- Alkmans Partheneion, 1907.
- Punii minoris opera (Textausgabe), 1908, 2. Aufl. 1912.
- Aphorismen über metrisches Lesen, 1909.
- Römische Säkularpoesie, 1911.